# Амендолара
Амендолара (итал. Amendolara) је насеље у Италији у округу Козенца, региону Калабрија.
Према процени из 2011. у насељу је живело 1270 становника. Насеље се налази на надморској висини од 208 м.

## Становништво
Према резултатима пописа становништва 2011. у општини је живело 3.001 становника.
| 1931. | 1936. | 1951. | 1961. | 1971. | 1981. | 1991. | 2001. | 2011. |
| ----- | ----- | ----- | ----- | ----- | ----- | ----- | ----- | ----- |
| 2.415 | 2.836 | 3.481 | 3.280 | 3.107 | 3.053 | 3.190 | 3.147 | 3.001 |